# Tonantzin

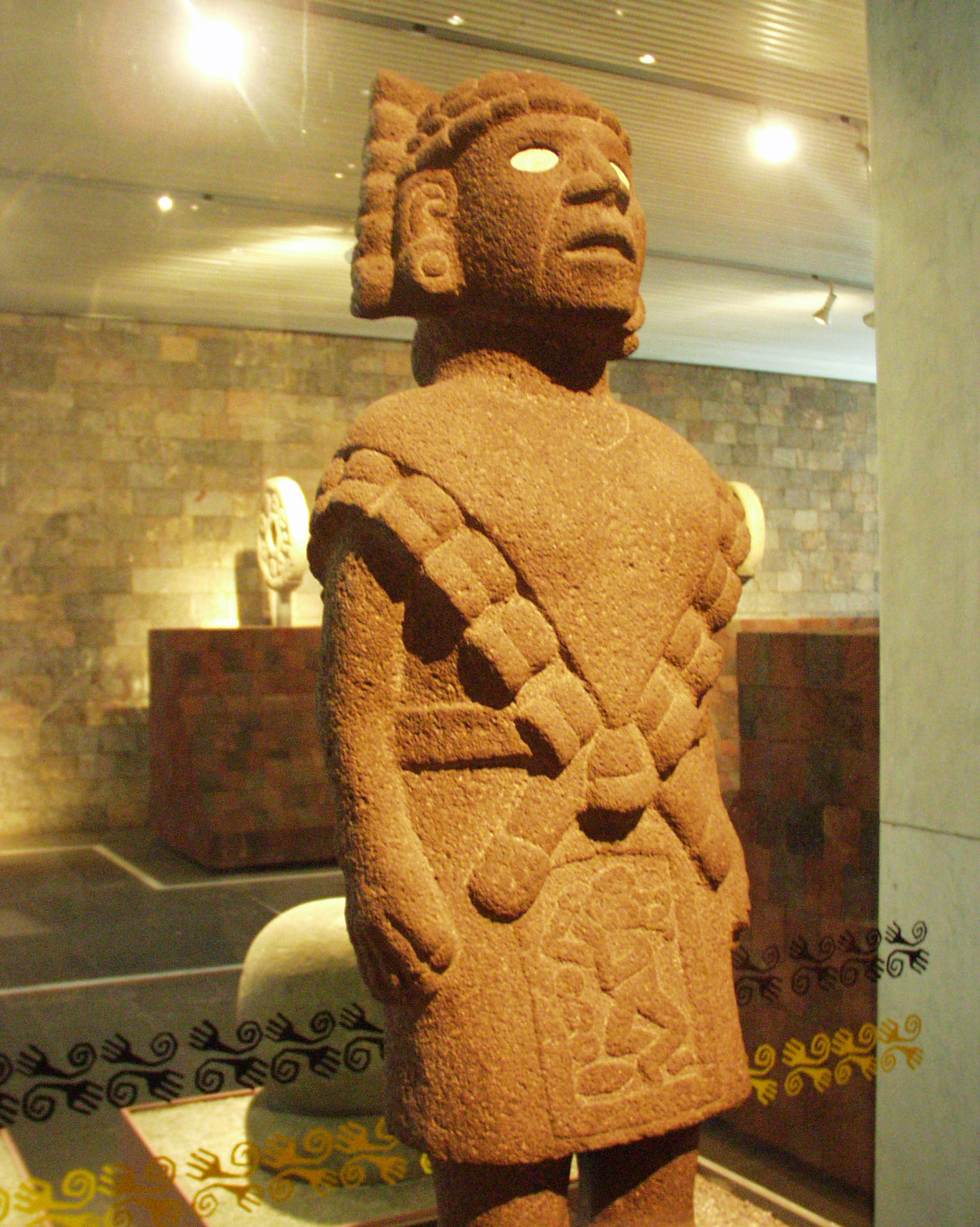
Escultura de Teteoinnan (também conhecida como Toci).

Tonantzin (do náuatle: to, nossa; nāntli, mãe; tzīn, diminutivo reverencial; "nossa venerável mãe") na
cultura e mitologia asteca era o termo com que se designava as distintas divindades femininas, principalmente Coatlicue, Cihuacoatl e Teteoinan (mãe dos deuses).
O título de Tonantzin se repete como em outras mitologias, onde uma divindade recebe distintos nomes. O título de Tonantzin se usava da mesma maneira que "Nossa Senhora" se usa para a Virgem Maria no catolicismo.[carece de fontes?] Nas religiões politeístas em particular, uma divindade pode ter distintos nomes, características e manifestações, como é o caso da deusa hindu Durga, que é a manifestação guerreira de Parvati. Outra possibilidade é a integração do culto a vários deuses em um só que adquire as características e nomes de seus antecessores. Isto é possível no caso de Tonantzin.
Alguns investigadores, como Jacques Lafaye, identificam abertamente Tonantzin como Cihuacoatl, segundo as descrições do cronista Bernardino de Sahagún; e também com Centeotl, como diz o cronista Francisco Javier Clavijero. Sahagún se refere a Cihuacoatl como a deusa principal dos astecas, e em duas ocasiões afirmou que a chamavam com o nome de Tonantzin.

## Divindades astecas
As seguintes divindades astecas possuem o título de Tonantzin:
- Toci (também chamada de Temazcalteci), deusa da saúde, senhora da maternidade e das ervas medicinais.

- Cihuacoatl, deusa do nascimento e da morte, senhora dos médicos, dos sangradores, das parteiras, dos cirurgiões e dos que davam remédios para abortar; é a recolhedora das almas (teyolía).

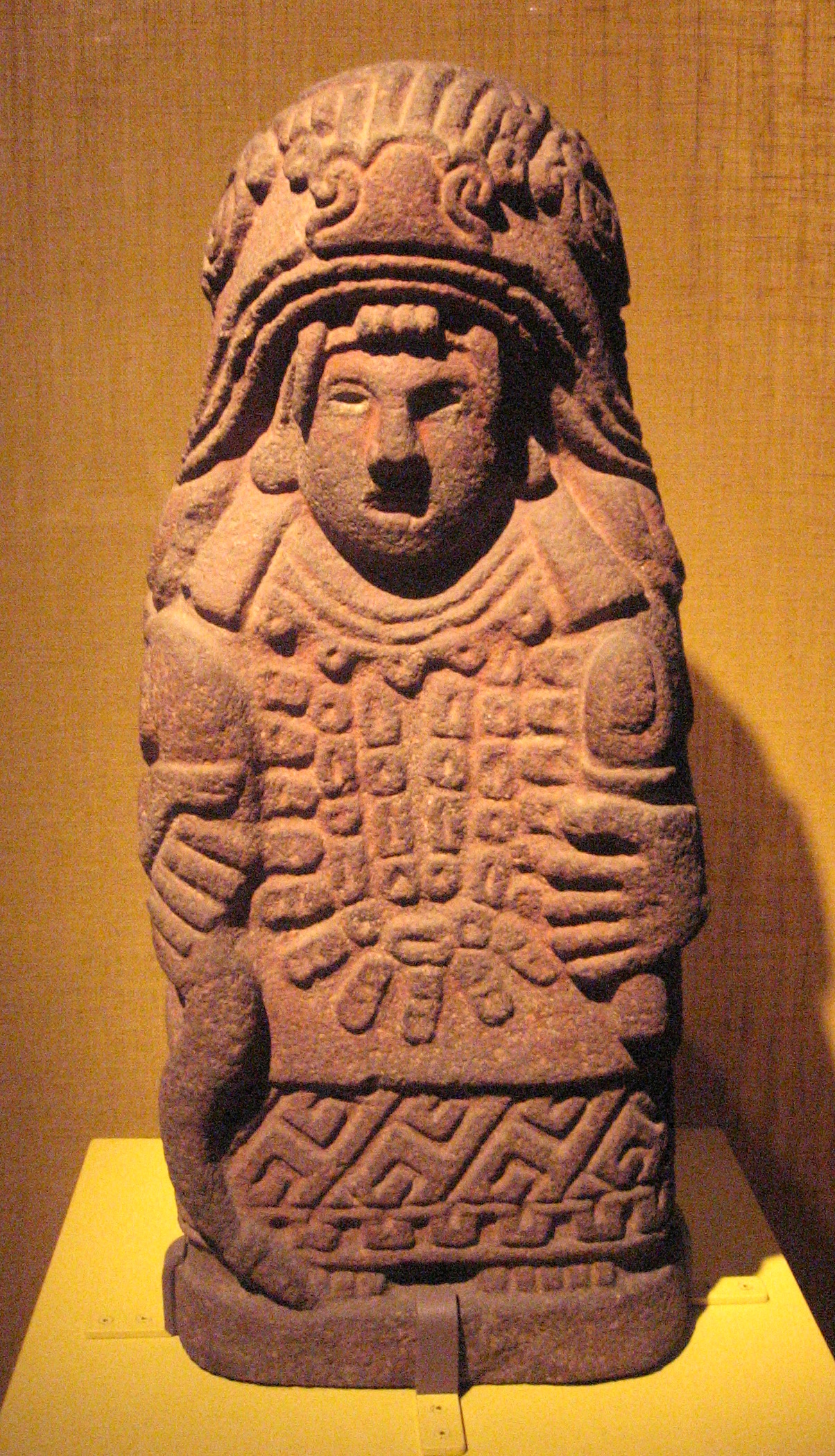
Estátua de Cihuacoatl exposta no Museu Nacional de Antropologia do México.

- Chicomecoatl, deusa da agricultura, senhora das colheitas e da fecundidade.

- Citlalicue, deusa da Via Láctea, senhora das estrelas.

- Coatlicue e suas irmãs Xochitlicue e Chimalma, deusas da fertilidade, senhoras da vida e da morte, guias do renascimento.

- Tonacacihuatl, deusa primordial do sustento, senhora da furtividade.

- Omecíhuatl, deusa primordial da sustância, senhora da criação.

## Nossa Senhora de Guadalupe
Desde as épocas pré hispânicas existia no Tepeyac um templo de adoração a Toci-Tonantzin, próximo a Cidade do México. Este templo foi destruído durante a conquista do México. Porém, os monges franciscanos mantiveram uma pequena capela no lugar. Bernardino de Sahagún descreveu o culto a Tonantzin:
[...] Um destes está no México, onde está uma colinazinha que chamam de Tepeyacac e que os espanhóis chamam de Tepequilla, e agora se chama Nossa Senhora de Guadalupe. Neste lugar tinham um templo dedicado a mãe dos deuses, que eles chamam de Tonantzin, que quer dizer nossa mãe. Ali faziam muitos sacrifícios em honra desta deusa, e iam até ela de muitas terras distantes, de mais de vinte léguas de todas as comarcas do México, e traziam muitas oferendas: vinham homens e mulheres e moços e moças a estas festas. Era grande o concurso de gente nestes dias e todos diziam "vamos até a festa de Tonantzin"; e agora que está ali edificada a igreja de Nossa Senhora de Guadalupe, também a chamam de Tonantzin, tomando ocasião dos predicadores que também a chamam de Tonantzin. [...] e vem agora  a visitar a esta Tonantzin de muitos locais distantes tão distantes como os de antes, a qual devoção também é suspeitosa, porque em todas partes há muitas igrejas de Nossa Senhora, e não vão a elas, e vem de longes terras a esta Tonantzin como antigamente.
Conta-se que em 1531, 10 anos depois da conquista do México, se escutaram os primeiros mitos e relatos da Virgem de Guadalupe. Existe debate entre os historiadores sobre se os conquistadores espanhois decidiram utilizar o culto a Tonantzin como base para espalhar o culto a Virgem de Guadalupe. Muitos indígenas usaram o nome de Tonantzin-Guadalupe, que consideravam uma mesma deidade. No entanto, o culto a Tonantzin-Guadalupe o seguem praticando muitos indígenas do México e também outros praticantes de religiões mesoamericanas.